# Farmersville (Pensilvania)
Farmersville es un lugar designado por el censo ubicado en el condado de Lancaster en el estado estadounidense de Pensilvania. En el año 2010 tenía una población de 420 habitantes y una densidad poblacional de 63,6 personas por km².

## Geografía
Farmersville se encuentra ubicado en las coordenadas 40°7′27″N 76°9′7″O / 40.12417, -76.15194.. Según la Oficina del Censo de los Estados Unidos, Farmersville tiene una superficie total de 2,55 mi² (6,6 km²), de la cual 2,55 mi² (6,6 km²) corresponden a tierra firme y 0 mi² (0 km²) es agua.